# Jorge Fucile
Jorge Ciro Fucile Perdomo (født 19. november 1984 i Montevideo, Uruguay) er en uruguayansk fodboldspiller, der spiller som forsvarsspiller hos Nacional i Uruguay. Han har spillet for klubben siden sommeren 2014. Tidligere har han optrådt for den uruguayanske klub Liverpool Montevideo.
Med FC Porto har Fucile vundet tre portugisiske mesterskaber og én pokaltitel.

## Landshold
Fucile står (pr. 1. marts 2012) noteret for 35 kampe for Uruguays landshold, som han debuterede for den 24. maj 2006 i en venskabskamp mod Nordirland. Han var en del af den uruguayanske trup der nåede semifinalerne ved Copa América i 2007.

## Titler
Portugisisk Liga
- 2007, 2008 og 2009 med FC Porto

Portugisisk Pokalturnering
- 2009 med FC Porto